# Gliese 849
Gliese 849 – gwiazda w gwiazdozbiorze Wodnika. Znajduje się w odległości około 28,7 lat świetlnych od Słońca. Ma układ planetarny.

## Charakterystyka
Jest to czerwony karzeł, gwiazda ciągu głównego o typie widmowym M3,5. Ma temperaturę około 3600 K i promień równy 52% promienia Słońca. Jej masa to 49% masy Słońca, a jasność to zaledwie 2% jasności Słońca.

## Układ planetarny
Obecnie znane są dwie planety obiegające tę gwiazdę. Pierwsza planeta, będąca analogiem Jowisza, została odkryta pod koniec 2006 roku. Jest to Gliese 849 b, która obiega gwiazdę w okresie nieco ponad 5 lat. Półoś wielka tej planety wynosi 2,4 au. Jest ona na tyle odległa od gwiazdy (0,27 sekundy kątowej), że jest obiecującym celem dla przyszłych obserwatoriów. Siedem lat później odkryto drugą planetę – Gliese 849 c. Jej długi, piętnastoletni okres obiegu sprawił, że we wcześniejszych pomiarach był widoczny jedynie liniowy trend zmian prędkości radialnej.